# 199630 Szitkay
199630 Szitkay este o planetă minoră (asteroid) din centura de asteroizi. A fost descoperită pe 2 aprilie 2006 la Piszkéstetői Obszervatórium⁠(d) de Krisztián Sárneczky⁠(d). 
Obiectul prezintă o orbită caracterizată de o semiaxă mare de 2,7858657219346 UAi, o excentricitate de 0,06249457516123, o înclinație de 6,5710652286824 ° în raport cu ecliptica.